# Бурсык-Елга
Бурсы́к-Елга́ (тат. Бурсыкъелга) — деревня в Кукморском районе Республики Татарстан, в составе Каркаусского сельского поселения.

## Этимология
Топоним произошёл от зоонима «бурсык» (барсук) и гидрографического термина «елга» (река).

## География
Расположено на реке Каркаусь, в 26 км к юго-востоку от города Кукмора.

## История
Основание деревни Бурсык-Елга (также была известна под названиями Берсут-Илга, Бурсук Илга) относят ко второй половине XVII века.
В сословном плане, в XVIII веке и вплоть до 1860-х годов, жителей деревни причисляли к государственным крестьянам, происходящим из ясачных татар.
В этот период основными занятиями жителей деревни являлись земледелие, скотоводство.
По сведениям из первоисточников, в начале XX столетия в деревне действовали мечеть, мектеб (с 1890 г.), крупообдирка. В этот период земельный надел сельской общины составлял 385,6 десятины.
До 1920 года деревня входила в Кляушскую волость Мамадышского уезда Казанской губернии. С 1920 года в составе Мамадышского кантона ТАССР. С 10 августа 1930 года в Кукморском, с 10 февраля 1935 года в Таканышском, с 1 февраля 1963 года в Сабинском, с 12 января 1965 года в Кукморском районах.
В 1934 году в деревне был организован колхоз «1 Мая», с 1993 года деревня в составе объединения крестьянских хозяйств им. Тукая, с 1994 года – коллективного сельскохозяйственного предприятия им. Тукая, с 2003 года – сельскохозяйственного производственного кооператива «Тукай», с 2006 года – общества с ограниченной ответственностью «Агрофирма «Тукай».

## Население
| 1748 | 1782 | 1859 | 1897 | 1908 | 1920 | 1926 | 1949 | 1958 | 1970 | 1979 | 1989 | 2002 | 2010 | 2017 |
| ---- | ---- | ---- | ---- | ---- | ---- | ---- | ---- | ---- | ---- | ---- | ---- | ---- | ---- | ---- |
| 18   | 26   | 209  | 390  | 439  | 375  | 394  | 266  | 257  | 238  | 204  | 160  | 146  | 136  | 122  |

Национальный состав села — татары.

## Экономика
Свиноводство, с 2018 года в деревне действует общество с ограниченной ответственностью «Уныш».

## Религия
Мечеть (с 2005 года).